# Парменов, Владимир Дмитриевич
Владимир Дмитриевич Парменов — советский хозяйственный и политический деятель.

## Биография
Родился в 1922 году в Вологде. Член КПСС.
Окончил Вологодский техникум путей сообщения, Ленинградский институт инженеров железнодорожного транспорта, Всесоюзный заочный институт инженеров транспорта.
Участник Великой Отечественной войны в составе 876-го гаубичного артиллерийского полка 6-й артиллерийской дивизии.
В 1942—1960 гг. — помощник машиниста, бригадир, мастер цеха, заместитель начальника депо по ремонту, в 1960—1967 гг. — начальник Вологодского локомотивного депо.
В 1967—1984 гг. — председатель Вологодского горисполкома.
Умер в 1984 году в Вологде.
Почётный гражданин города Вологды (2002).

## Награды
- Орден Трудового Красного Знамени
- Орден Дружбы народов
- Орден Знак Почёта (дважды)